# 1960-ті у відеоіграх

## Загальний огляд
У 1961 році Массачусетському технологічному інституту було надано комп'ютер PDP-1 від Digital Equipment Corporation (DEC). В інституті існував Клуб Технічного Моделювання Залізниці, до якого входили студенти, багато з яких захоплювалися низькопробною космічною фантастикою. Член клубу Роберт Вагнер свого часу написав програму Expensive Desk Calculator для ТХ-0, яка була оцінена професорами як негідне використання такої дорогої і потужної (на той час) техніки. PDP-1 на відміну від попередників володів клавіатурою і екраном, тому одразу привернув увагу членів клубу. Студенти Вейн Вітейнем та Стів Рассел вирішили створити на ньому гру, де можна було б керувати космічним кораблем.
Зупинившись на назві Spacewar!, вони вирішивши створити гру за принципом космічної дуелі між двома гравцями. Перша версія була готова 1961 року, але мала численні недопрацювання, зокрема не відображала поведінку об'єктів у космосі. Додавши зірки, розробивши спеціальні контролери і фон з програми Expensive Planetarium, студенти завершили роботу в 1962. Гра стала дуже популярною серед студентів МІТ і Рассел спробував її продавати, однак зіткнувся з тим, що вона працює тільки на PDP-1, який коштував 120000 доларів. Але новини про гру поширилися поза МІТ і в багатьох інших університетах її відтворювали на власних комп'ютерах. DEC навіть стала додавати Spacewar! до кожної продаваної системи аби показати її можливості.
В серпні 1966 Ральф Байер, глава відділу технологічного дизайну в Sanders Associates, придумав ідею ігрового пристрою, який би підключався до телевізора. Разом з колегами він розробляв пристрій, якому дав назву Channel LP, в секреті, побоюючись, що ідею сприймуть як несерйозну. В 1967 зразок Channel LP було завершено і почалася генерація ідей ігор, заснованих на вже відомих іграх для комп'ютерів. Корпоративний директор Герберт Кампман зацікавився розробкою і виділив на неї невеликі кошти. Інтерес виявила і TelePrompter Corporation, яка займалася кабельним телебаченням. Проте через військову спрямованість Sanders Associates і фінансові проблеми TelePrompter розробка, доти відома як Brown Box, не пішла в серійне виробництво.
Коли DEC представила новий комп'ютер PDP-11 за ціною 20 000 доларів, студент Стенфорду Білл Піттс, вражений Spacewar!, вирішив, що на основі PDP-11 цілком реально створити пристрій спеціально для ігор — Galaxy Game. Разом з другом Г'ю Таком він розробив ігровий автомат, що за монети надавав можливість пограти і таким чином окупив би себе.

## Головні події

### Великі релізи
- Вийшла відеогра у жанрі «космічний симулятор» Spacewar для PDP-1. Її розробником був Стів Раселл.
- Створено симулятор підводного човна — Periscope.
- Пітер Самонс створив гру «Expensive Planetarium».
- Ральфом Біаром і Білом Харісоном створена відеогра «Полювання», в яку можна було грати на стандартному телевізорі.
- Ряд ігор можна знайти доступними для покупки в квітні 1962 з каталог програм IBM[1]:

| Назва                             | Програміст(и)         |
| --------------------------------- | --------------------- |
| BBC Vik The Baseball Demonstrator | Джек і Паул Бургенсон |
| Blackjack Game (стрічка)          | А. Дж. Ленг           |
| Демонстрація Blackjack (карти)    | Карл Е. Хітт          |
| Демонстраційна програма Checker   | Невідомий             |
| Симулятор однорукого бандита      | Дік Коннер            |
| 3D Tic-Tack-Toe                   | H. F. Smith Jr.       |